# Вильчатый афарей
Вильчатый афарей (лат. Aphareus rutilans) — вид рыб семейства луциановых (Lutjanidae). Распространены в Индо-Тихоокеанской области. Максимальная длина тела 70 см. Имеют промысловое значение.

## Описание
Тело удлинённое, веретенообразной формы, несколько сжато с боков; покрыто мелкой чешуёй. В боковой линии 71—74 чешуй. Верхняя челюсть без чешуи, боковая поверхность гладкая; её задний край доходит до вертикали, проходящей через середину глаза. Предчелюстная кость не выдвижная. Нижняя челюсть немного выдаётся вперёд. Зубы на челюстях очень маленькие, нет клыковидных зубов; у взрослых особей на сошнике зубов нет. Межорбитальное пространство плоское. Ноздри на каждой стороне головы расположены близко друг к другу. На первой жаберной дуге 22—28 жаберных тычинок, из них на верхней половине 6—12, а на нижней 15—18. Спинной плавник сплошной, нет выемки между колючей и мягкой частями. В колючей части 10 жёстких лучей, а в мягкой части 10—11 мягких лучей. Чешуя на спинном и анальном плавниках отсутствует. В анальном плавнике 3 жёстких и 8 мягких лучей. Последний мягкий луч в спинном и анальном плавниках удлинённый. Грудные плавники удлинённые, но немного короче длины головы, с 15—16 мягкими лучами. Хвостовой плавник большой, серпообразный.
Наблюдаются два типа окраски. Голова и тело голубовато-стального цвета, спинной и анальный плавники жёлтые, остальные плавники от беловато-жёлтого до тёмно-серого цвета. Другой тип окраски: спина и верхняя половина тела пурпурно-коричневые, бока голубовато-серые, голова и нижняя часть тела серебристые, края предкрышки и крышки чёрные, плавники от беловатого до желтовато-коричневого цвета. Самцы иногда с блестяще-жёлтой головой. У молоди хвостовой плавник жёлтый.
Максимальная длина тела 70 см, обычно до 25 см; максимальная официально зарегистрированная масса тела 906 г.

## Биология
Морские бентопелагические рыбы. Обитают в прибрежных водах вблизи скалистых и коралловых рифов на глубине от 1 до 120 м. Питаются рыбой и ракообразными. Ведут одиночный образ жизни или образуют небольшие группы.

## Распространение
Широко распространены в Индо-Тихоокеанской области от Гавайских островов до восточной Африки и от южной Японии до Австралии. Обнаружены у острова Кокос.

## Взаимодействие с человеком
Вильчатый афарей является промысловым видом во многих регионах на протяжении всего ареала. Ловят донными удочками и вертикальными ярусами. Реализуется в свежем виде. Популярный объект спортивной рыбалки.
Международный союз охраны природы присвоил этому виду охранный статус «Вызывающий наименьшие опасения».